# Anthony Réveillère
Anthony Réveillère (Doué-la-Fontaine, 10 november 1979) is een Franse voormalig voetballer die bij voorkeur als verdediger speelde. Hij kwam tussen 1997 en 2015 uit voor Stade Rennes, Valencia, Olympique Lyon, SSC Napoli en Sunderland. Réveillère debuteerde in 2003 in het Frans voetbalelftal.

## Clubs
Réveillère doorliep de jeugdopleiding van Stade Rennes en maakte op 3 februari 1998 zijn debuut in de Ligue 1. Hij speelde zes jaar in het eerste elftal van Rennes en werd vervolgens een half jaar uitgeleend aan Valencia. Na dit half jaar ging hij terug naar Frankrijk, waar hij voor Olympique Lyon ging spelen. Vervolgens begon Lyon aan een reeks van vijf opeenvolgende landstitels in de Ligue 1. Verder won Réveillère met Lyon vijf keer de Trophée des Champions en één keer de Peace Cup, een vriendschappelijk toernooi. Het seizoen 2008/09 was het dieptepunt voor Réveillère in zijn carrière. In november 2008 raakte hij tijdens een wedstrijd tegen Paris Saint-Germain zwaar geblesseerd aan zijn knie, waardoor hij de rest van het seizoen moest missen.
Op 8 november 2013 heeft Réveillère een contract voor 1 seizoen getekend bij Napoli in de Italiaanse serie A. Hij tekende in oktober 2014 een contract tot aan het einde van het seizoen bij Sunderland, dat hem transfervrij inlijfde. De samenwerking werd niet verlengd en in 2015 verliet de Fransman de club.

## Internationaal
Op 11 oktober 2003 maakte Réveillère zijn debuut voor Frankrijk in de EK-kwalificatiewedstrijd tegen Israël. Sindsdien speelde hij tot nu toe negen interlands voor zijn land. Hij nam met Les Bleus deel aan het EK voetbal 2012 in Polen en Oekraïne, waar de ploeg van bondscoach Laurent Blanc in de kwartfinales werd uitgeschakeld door titelverdediger Spanje: 2-0.

## Statistieken[4]
| Seizoen | Club           | Wedstrijden | Doelpunten | Competitie       |
| ------- | -------------- | ----------- | ---------- | ---------------- |
| 1997/98 | Stade Rennes   | 8           | 0          | Ligue 1          |
| 1998/99 | Stade Rennes   | 32          | 0          | Ligue 1          |
| 1999/00 | Stade Rennes   | 16          | 0          | Ligue 1          |
| 2000/01 | Stade Rennes   | 32          | 0          | Ligue 1          |
| 2001/02 | Stade Rennes   | 32          | 1          | Ligue 1          |
| 2002/03 | Stade Rennes   | 19          | 1          | Ligue 1          |
| 2002/03 | Valencia       | 18          | 2          | Primera División |
| 2003/04 | Olympique Lyon | 31          | 1          | Ligue 1          |
| 2004/05 | Olympique Lyon | 33          | 0          | Ligue 1          |
| 2005/06 | Olympique Lyon | 20          | 0          | Ligue 1          |
| 2006/07 | Olympique Lyon | 30          | 0          | Ligue 1          |
| 2007/08 | Olympique Lyon | 28          | 1          | Ligue 1          |
| 2008/09 | Olympique Lyon | 19          | 0          | Ligue 1          |
| 2009/10 | Olympique Lyon | 30          | 0          | Ligue 1          |
| 2010/11 | Olympique Lyon | 35          | 0          | Ligue 1          |
| 2011/12 | Olympique Lyon | 33          | 0          | Ligue 1          |
| 2012/13 | Olympique Lyon | 27          | 1          | Ligue 1          |
| 2013/14 | SSC Napoli     | 13          | 0          | Serie A          |
| 2014/15 | Sunderland     | 16          | 0          | Premier League   |
| Totaal  | Totaal         | 472         | 7          |                  |

## Erelijst
Olympique Lyon
- Ligue 1

2003/04, 2004/05, 2005/06, 2006/07, 2007/08
- Coupe de France

2007/08, 2011/12
- Trophée des Champions

2003, 2004, 2005, 2006, 2007
 Napoli
- Coppa Italia

2013/14